# Valerianella woodsiana
Valerianella woodsiana là một loài thực vật có hoa trong họ Kim ngân. Loài này được (Torr. & A. Gray) Walp. miêu tả khoa học đầu tiên năm 1843.